# Labrus merula
Labrus merula е вид бодлоперка от семейство Labridae. Видът не е застрашен от изчезване.

## Разпространение и местообитание
Разпространен е в Албания, Алжир, Гибралтар, Гърция, Египет, Израел, Испания, Италия, Кипър, Либия, Малта, Мароко, Монако, Португалия, Сирия, Словения, Тунис, Турция, Франция, Хърватия и Черна гора.
Обитава морета и рифове. Среща се на дълбочина около 1 m.

## Описание
На дължина достигат до 45 cm.
Продължителността им на живот е около 17 години. Популацията на вида е стабилна.